# Verdrag van Brussel

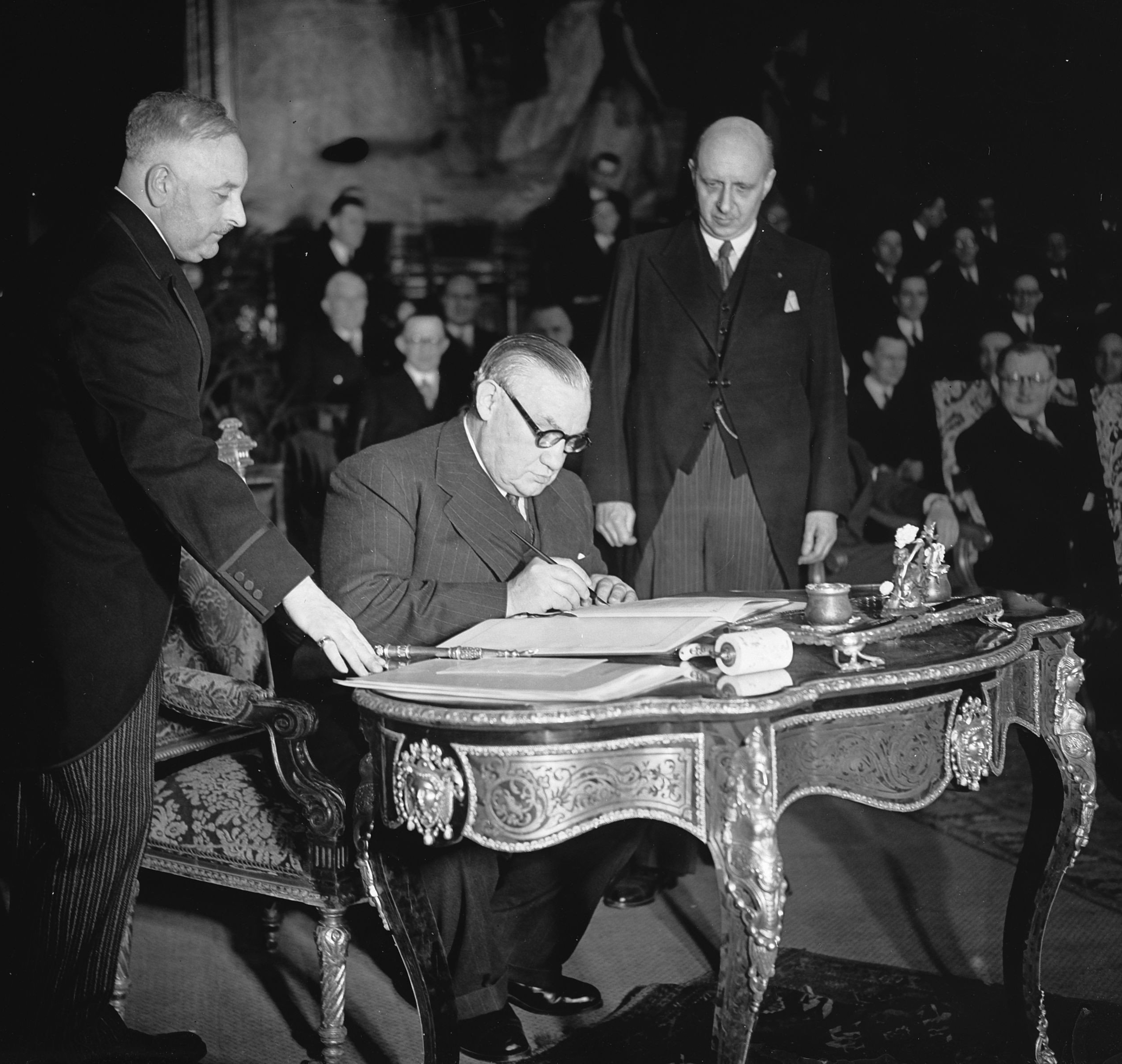
Ernest Bevin, minister van Buitenlandse Zaken van Groot-Brittannië, tekent het verdrag.

Het Verdrag van Brussel, ook wel Pact van Brussel genaamd, was een overeenkomst, op 17 maart 1948 gesloten door vijf West-Europese landen, namelijk Frankrijk, het Verenigd Koninkrijk, België, Nederland en Luxemburg als uitbreiding op het Verdrag van Duinkerke tussen het Verenigd Koninkrijk en Frankrijk. Het doel van dit verdrag was een West-Europese samenwerking op militair, economisch en sociaal gebied die ook de banden zou versterken met de Verenigde Staten.

## Geschiedenis
Het Verdrag van Brussel was onder meer een reactie op de Praagse Coup. De Verenigde Staten waren na de Tweede Wereldoorlog teruggekeerd naar hun isolationisme. Daarnaast liet de Amerikaanse wetgeving niet toe militaire verdragen te sluiten tijdens vredestijd. De Sovjetblokkade van Berlijn (24 juni 1948) zorgde echter voor een verandering van mentaliteit en op 11 juli 1948 werd resolutie 239, "Vandenberg", ingediend door de senatoren Hoyt S. Vandenberg (Republikeinen) en Tom Connally (Democraten), aangenomen die deze wetgeving doorbrak.
Hierdoor konden de Verenigde Staten officieel gesprekken beginnen met de leden van het Pact van Brussel en Canada. Uiteindelijk leidden deze gesprekken tot de oprichting van de NAVO op 4 april 1949. Het Pact van Brussel bleef echter naast de NAVO bestaan, totdat het in 1954 opging in de West-Europese Unie, waartoe ook Italië en West-Duitsland toetraden.

## Belang
De belangrijkste periode lag tussen 1948 en 1958, toen het verdrag de basis vormde voor oprichting van de Raad van Europa en de Europese Gemeenschappen respectievelijk in 1951 en 1957. Tot 1972 was dit verdrag het belangrijkste forum tussen de lidstaten van de Europese Gemeenschappen en Groot-Brittannië. Met de toetreding tot de Europese Gemeenschappen op 1 januari 1973 werd het verdrag feitelijk betekenisloos. Grote delen van de Protocollen nrs. II, III en IV worden niet langer geïmplementeerd. Met de Verklaring van Marseille van 13 november 2000 werd de organisatie van de WEU effectief, maar nog niet formeel, beëindigd en werden de agentschappen, activiteiten en andere organisaties overgedragen aan de Europese Unie. Alleen de verplichting om bijstand te verlenen op grond van artikel V en de Parlementaire Vergadering op grond van artikel IX bleef van kracht. De Raad van de West-Europese Unie is sinds 13 november 2000 niet meer formeel bijeengekomen.

## Chronologisch schema
|                          |                                        |                                                          |                                                          |                                                          |                                                          |                           |                           |                    |      |          |      |
| 1948                     | 1952                                   | 1958                                                     | 1967                                                     | 1987                                                     | 1993                                                     | 1993                      | 1999                      | 2002               | 2003 | 2009     | 2011 |
| Brussel                  | EGKS                                   | EEG / Euratom                                            | Fusieverdrag                                             | Europese Akte                                            | EU-Verdrag                                               | EU-Verdrag                | Amsterdam                 |                    | Nice | Lissabon |      |
|                          |                                        |                                                          | Europese Gemeenschap voor Kolen en Staal (EGKS)          |                                                          |                                                          |                           |                           |                    |      |          |      |
|                          |                                        | Europese Gemeenschap voor Atoomenergie (EURATOM)         |                                                          |                                                          |                                                          |                           |                           |                    |      |          |      |
|                          | Europese Economische Gemeenschap (EEG) | Europese Economische Gemeenschap (EEG)                   | → P Ĳ L E R S →                                          |                                                          | Europese Gemeenschap (EG)                                | Europese Gemeenschap (EG) | Europese Gemeenschap (EG) | Europese Unie (EU) |      |          |      |
|                          | ↑Europese Gemeenschappen↑              | ↑Europese Gemeenschappen↑                                | ↑Europese Gemeenschappen↑                                | Justitie & Binnenlandse Zaken (JBZ)                      | Europese Gemeenschap (EG)                                | Europese Gemeenschap (EG) | Europese Gemeenschap (EG) | Europese Unie (EU) |      |          |      |
|                          |                                        | Politiële & justitiële samenwerking in strafzaken (PJSS) | → P Ĳ L E R S →                                          |                                                          |                                                          |                           |                           | Europese Unie (EU) |      |          |      |
|                          | Europese politieke samenwerking (EPS)  | Gemeenschappelijk buitenlands & veiligheidsbeleid (GBVB) | Gemeenschappelijk buitenlands & veiligheidsbeleid (GBVB) | Gemeenschappelijk buitenlands & veiligheidsbeleid (GBVB) | Gemeenschappelijk buitenlands & veiligheidsbeleid (GBVB) |                           |                           | Europese Unie (EU) |      |          |      |
|                          | Europese politieke samenwerking (EPS)  |                                                          |                                                          |                                                          |                                                          |                           |                           | Europese Unie (EU) |      |          |      |
| West-Europese Unie (WEU) |                                        |                                                          |                                                          |                                                          |                                                          |                           |                           | Europese Unie (EU) |      |          |      |
|                          |                                        |                                                          |                                                          |                                                          |                                                          |                           |                           |                    |      |          |      |